# 任景玉
任景玉（？—），中华人民共和国政治人物、外交官。1996年，接替陈久长，担任中华人民共和国驻秘鲁大使。2000年，由麦国彦接任，其改任担任中华人民共和国驻智利大使。2003年，接替李金章，担任中华人民共和国驻墨西哥大使。